# Verona (utwór muzyczny)
Verona – utwór estońskich piosenkarzy Koita Toome i Laury Põldvere, wydany w formie singla w styczniu 2017. Piosenkę napisał Sven Lõhmus.
W 2017 zwyciężył w finale programu Eesti Laul 2017 po zdobyciu 44 818 głosów od telewidzów (wcześniej plasując się na pierwszym miejscu głosowania telewidzów i na szóstym miejscu u jurorów), zostając propozycją reprezentującą Estonię w 62. Konkursie Piosenki Eurowizji organizowanym w Kijowie. Zajął 14. miejsce w półfinale konkursu, nie kwalifikując się do finału.
30 stycznia 2017 premierę w serwisie YouTube miał oficjalny teledysk do piosenki.

## Lista utworów
CD single
1. „Verona” – 3:16

## Notowania na listach przebojów
| Kraj    | Lista (2016)        | Najwyższe miejsce |
| ------- | ------------------- | ----------------- |
| Estonia | Radio Airplay Chart | 2                 |